# Canton de Tournay
Le canton de Tournay est un ancien canton français situé dans le département des Hautes-Pyrénées.

## Composition
Le Canton de Tournay regroupait 27 communes et comptait 6 339 habitants en 2012.
| Communes         | Population (2012) | Code postal | Code Insee |
| ---------------- | ----------------- | ----------- | ---------- |
| Barbazan-Dessus  | 136               | 65360       | 65063      |
| Bégole           | 176               | 65190       | 65079      |
| Bernadets-Dessus | 146               | 65190       | 65086      |
| Bordes           | 720               | 65190       | 65101      |
| Burg             | 274               | 65190       | 65113      |
| Caharet          | 27                | 65190       | 65118      |
| Calavanté        | 261               | 65190       | 65120      |
| Castéra-Lanusse  | 38                | 65190       | 65132      |
| Clarac           | 179               | 65190       | 65149      |
| Fréchou-Fréchet  | 132               | 65190       | 65181      |
| Goudon           | 234               | 65190       | 65206      |
| Hitte            | 150               | 65190       | 65222      |
| Lanespède        | 161               | 65190       | 65256      |
| Lespouey         | 208               | 65190       | 65270      |
| Lhez             | 79                | 65190       | 65272      |
| Luc              | 171               | 65190       | 65290      |
| Mascaras         | 394               | 65190       | 65303      |
| Moulédous        | 180               | 65190       | 65324      |
| Oléac-Dessus     | 98                | 65190       | 65333      |
| Orieux           | 113               | 65190       | 65337      |
| Oueilloux        | 155               | 65190       | 65346      |
| Ozon             | 286               | 65190       | 65353      |
| Peyraube         | 134               | 65190       | 65357      |
| Poumarous        | 132               | 65190       | 65367      |
| Ricaud           | 75                | 65190       | 65378      |
| Sinzos           | 143               | 65190       | 65426      |
| Tournay          | 1 322             | 65190       | 65447      |

## Représentation

### Conseillers généraux de 1833 à 2015
| Période | Période          | Identité                                                               | Étiquette                | Qualité |
| ------- | ---------------- | ---------------------------------------------------------------------- | ------------------------ | --- |
| 1833    | 1845             | Jean-Paul Lesage de Peyraube                                           | Majorité dynastique      | Propriétaire du château et maire de Peyraube |
| 1845    | 1848             | François Claude Castillon (1801-1853)                                  |                          | Juge de paix à Tournay |
| 1848    | 1852             | Jean-Paul Lesage de Peyraube                                           |                          | Propriétaire du château de Peyraube |
| 1852    | 1870             | Jacques Pédebidou                                                      | Droite                   | Docteur-médecin à Tournay |
| 1870    | 1871             | Jean-Baptiste Lacrampe-Loustau (1799-1881)                             | Républicain              | Médecin, maire de Tournay |
| 1871    | 1880             | Jacques Pédebidou                                                      | Droite                   | Docteur-médecin à Tournay |
| 1880    | 1886             | Joseph Fourcade                                                        | Républicain              | Propriétaire, Maire de Goudon |
| 1886    | 1925 (décès)     | Adolphe Pédebidou (1854-1925)                                          | Républicain Progressiste | Médecin à Cauterets Président du Conseil Général (1901-1925) Maire de Tournay Sénateur (1901-1925) |
| 1925    | 1934             | Henri Cazenavette                                                      | Rad.                     | Notaire à Tarbes Maire de Tournay |
| 1934    | 1940             | Jules Abadie                                                           | Républicain Indépendant  | Propriétaire Maire de Lanespède |
|         |                  |                                                                        |                          | |
| 1943    | 1945             | Faustin Carrère                                                        | Rad.                     | Conseiller d'arrondissement, médecin, maire de Goudon Nommé conseiller départemental en 1943 |
|         |                  |                                                                        |                          | |
| 1945    | 1951             | Guillaume Cazenavette (petit-fils de J.B.Lacrampe-Loustau) (1875-1970) | SFIO                     | Avocat général |
| 1951    | 1958 (démission) | Jean Bazus                                                             | Rad.                     | Agriculteur Maire de Bordes (1945-?) |
| 1958    | 1982             | Henri Bazus (cousin du précédent)                                      | Rad. puis MRG puis DVG   | Juriste, propriétaire à Bordes |
| 1982    | 2015             | André Fourcade                                                         | MRG puis PRG             | Retraité de l'enseignement Maire de Poumarous (1995-2014) Ancien Président de la Communauté de Communes du Canton de Tournay Suppléant du député Pierre Forgues Vice-Président du Conseil Général Elu en 2015 dans le Canton de la Vallée de l'Arros et des Baïses |

### Conseillers d'arrondissement (de 1833 à 1940)
| Période                                  | Période | Identité                       | Étiquette   | Qualité |
| ---------------------------------------- | ------- | ------------------------------ | ----------- | --- |
| 1833                                     | 1836    | Dominique Darrieux (1778-1838) |             | Notaire à Tournay de Magnoac                                                                                |
| 1836                                     | 1848    | M. Darré                       |             | Médecin à Tournay                                                                                           |
|                                          |         |                                |             | |
| 1883                                     | 1889    | M. Denagiscarde                | Républicain | |
| 1889                                     |         | Henry-Jean Lacrampe-Loustau    | Républicain | Docteur-médecin à Tournay                                                                                   |
|                                          |         |                                |             | |
| 1913                                     | 1919    | Camille Denagiscarde           |             | Avocat à Paris                                                                                              |
| 1919                                     | 1939    | Antoine Saint-Upéry            | Républicain | Propriétaire à Tournay                                                                                      |
| 1939                                     | 1940    | Faustin Carrère                | Radical     | Médecin, maire de Goudon                                                                                    |
| 1940                                     |         |                                |             | Les conseils d'arrondissement ont été suspendus par la loi du 12 octobre 1940 et n'ont jamais été réactivés |
| Les données manquantes sont à compléter. |         |                                |             | |